# Royal Leopards Football Club
Royals Leopards Football Club est un club eswatinien de football basé à Simunye.

## Palmarès
- Championnat d'Eswatini
  - Champion : 2006, 2007, 2008, 2014, 2015, 2016, 2021 et 2022
  - Vice-champion : 2009, 2012

- Coupe d'Eswatini
  - Vainqueur : 2007, 2011, 2014
  - Finaliste : 1992, 2008